# Родіонова Наталія Василівна
Наталія Василівна Родіонова (6 травня 1945, Біла Церква — 6 липня 2016, Київ) — українська вчена у галузях цитології, гістології та космічної біології, досліджувала вплив мікрогравітації на тварин, професор, доктор біологічних наук, академік Міжнародної академії астронавтики, член Міжнародного комітету космічних досліджень (COSPAR). Нагороджена Почесною грамотою Кабінету Міністрів України.
Авторка понад 200 наукових праць, зокрема 4 монографій, причому значна частина статей опублікована в провідних міжнародних виданнях, таких як «Advances in Space Research», «Journal of Gravitational Physiology» тощо.

## Життєпис
У 1968 році закінчила біологічний факультет Київського університету, після чого влаштувалася у Інститут зоології імені І. І. Шмальгаузена НАН України, де пропрацювала все подальше життя, пройшовши шлях від молодшого наукового співробітника до завідувачки відділом цитології та гістогенезу.